# KB Hallen Station
KB Hallen Station er en S-togs-station på Frederiksberg, der åbnede den 8. januar 2005. Den ligger på Ringbanen, der betjenes af linje F, og lige ved grænsen til Københavns kommune. Adgang til stationen kan ske fra Peter Bangs Vej, der føres på en bro over banen. Stationen er placeret under broen. I nærheden af stationen ligger KB Hallen, der har givet navn til stationen, og KB's træningsanlæg for F.C. København.

## Galleri
- Linje F til Ny Ellebjerg.
- Trappe op til Peter Bangs Vej.
- Elevator og cykelparkering på Peter Bangs Vej.
- Samme elevator og rejsekortstander på perronen for tog mod Ny Ellebjerg.
- Perron for tog mod Ny Ellebjerg.
- Stationen set fra syd.

## Antal rejsende
Ifølge Østtællingen 2008 var udviklingen i antallet af dagligt afrejsende:
| År   | Antal |
| ---- | ----- |
| 2003 |       |
| 2004 |       |
| 2005 | 1.261 |
| 2006 | 835   |
| 2007 | 1.529 |
| 2008 | 1.794 |